# Rolf Steinhausen

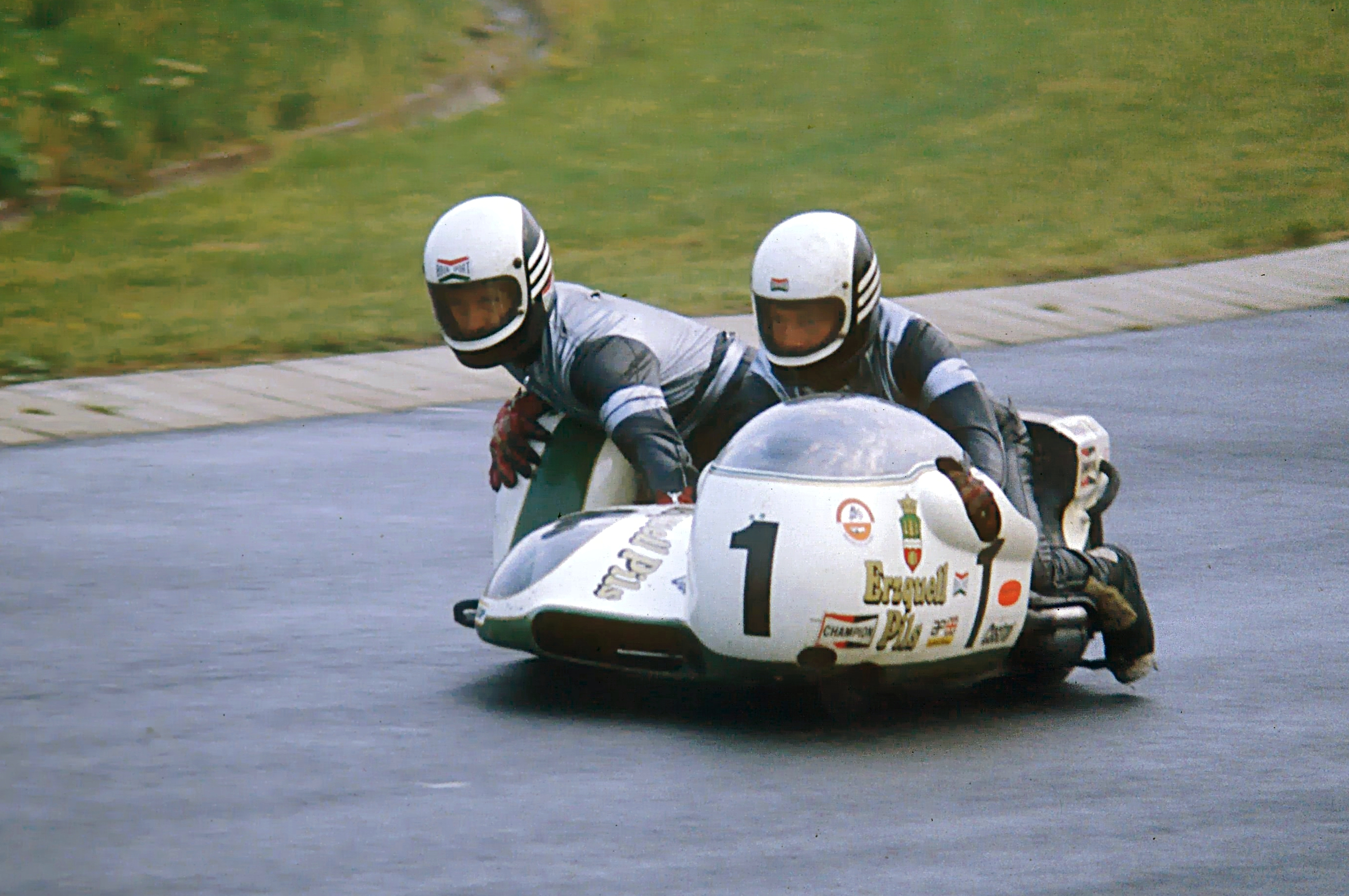
Steinhausen/Huber 1976

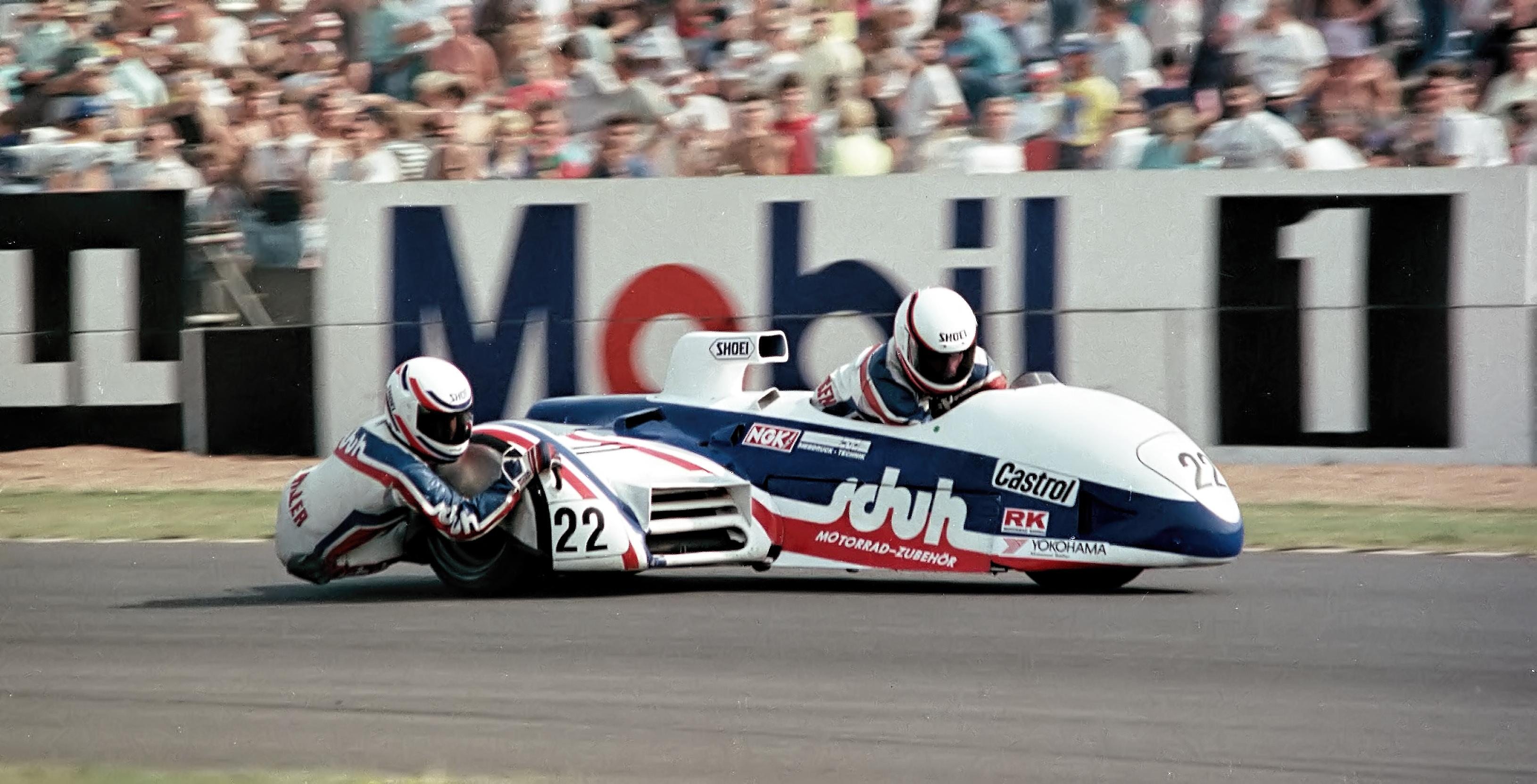
Steinhausen/Hiller beim Großen Preis von Großbritannien 1989

Rolf Steinhausen (* 27. Juli 1943 in Nümbrecht) ist ein deutscher Omnibusunternehmer, Motorradrennfahrer und zweimaliger Weltmeister in der Gespannrennklasse. 

## Leben und Karriere
Steinhausen debütierte im Motorrad-Rennsport im Jahr 1961. Durch seine Freundschaft zur „Gespannlegende“ Max Deubel, der mit seinem Know-how den jungen Steinhausen mit Rat und Tat unterstützte, sammelte Steinhausen seine ersten Erfahrungen in der nationalen Ausweisklasse. Max Deubel erkannte Steinhausens Talent und überließ ihm eines seiner Gespanne. 
1972 wechselte Steinhausen von BMW-Boxermotoren auf König-Vierzylinder-Zweitaktmotoren des Berliner Unternehmens König Motorenbau, die ihren Ursprung im Motorbootrennsport hatten. Die neuen Motoren mit anderen Abmessungen erlaubten Steinhausen, sie besser im Gespann einzubauen und die Aerodynamik des Fahrzeuges wurde wesentlich verbessert. 
Mit diesem neuen Zweitaktmotor-Gespann gab Steinhausen sein Debüt 1972 in der Gespann-Weltmeisterschaft und erreichte mit seinem Beifahrer Werner Kapp den vierten Platz beim österreichischen Weltmeisterschaftslauf. 1975 und 1976 wurde er Gespannweltmeister. 1977 wechselte Steinhausen auf Yamaha-Zweitaktmotoren und wurde 1979 Vizeweltmeister.

## Erfolge
Mit seinen Beifahrern Karl Scheuer, Erich Schmitz und Josef Huber erreichte Steinhausen insgesamt folgende Erfolge:
- Gespannweltmeister 1975, 1976
- Deutscher Seitenwagen-Meister 1985, 1986
- TT-Sidecar-Sieger 1975, 1976, 1978

Insgesamt fuhr Steinhausen zehn Siege bei Weltmeisterschaftsläufen ein, 1989 fuhr er seine letzte Saison in der Gespannweltmeisterschaft, die er mit einem 8. Platz abschloss. Rund 25 Jahre betrieb Steinhausen bis 1989 aktiven Rennsport; seine Erfahrungen gibt er an jüngere Fahrer weiter. Er betreut besonders seinen Sohn Jörg, der ebenfalls erfolgreich Seitenwagenrennen fährt.
Für seine Erfolge im Motorsport erhielt Rolf Steinhausen bereits 1975 von Bundespräsident Walter Scheel das Silberne Lorbeerblatt.